# (9046) 1991 PG17
(9045) 1991 PG17 là một tiểu hành tinh vành đai chính. Nó được phát hiện bởi Henry E. Holt ở Đài thiên văn Palomar tại Hoa Kỳ ngày 9 tháng 8 năm 1991.